# Itt (film)
Az Itt (eredeti cím: Here) 2024-ben bemutatott amerikai filmdráma, amelyet Robert Zemeckis és Eric Roth forgatókönyvéből Zemeckis rendezett, Richard McGuire 2014-es Here című képregénye alapján. A főbb szerepekben Tom Hanks, Robin Wright, Paul Bettany és Kelly Reilly látható.
A film világpremierje 2024. október 25-én volt az AFI Filmfesztiválon, majd az Amerikai Egyesült Államokban 2024. november 1-jén a Sony Pictures Releasing forgalmazásában is bemutatásra került. Általánosságban negatív véleményeket kapott a kritikusoktól, és 15,8 millió dolláros bevételt hozott.

## Cselekmény
A film egyetlen szobában zajló eseményeket mutat be, és azokat az embereket, akik a múltban és a jelenben is ott fognak élni. Egy 1902-ben épült ház nappalijáról van szó, valahol az Amerikai Egyesült Államok északkeleti államaiban. A történet több évezredet ölel át, de főként a 20. és 21. századra összpontosít, ugrásokkal a gyarmati korba, a függetlenségi háborúba és a messzi múltba, amikor a terület még dinoszauruszok által lakott ősmocsár volt.
A 20. század elején, a ház építése után először a feleség és fiatal anya, Pauline és férje, John laknak a házban. Pauline attól fél, hogy férje repülés iránti szenvedélye egy napon az életébe kerülhet. Az 1920-as évek közepétől két évtizeden át Leo és Stella lakik a házban.
1945-ben Al Young megveszi a házat, és feleségével, Rose-zal ott él. Nemrég szerelt le a hadseregből, és alkoholista lett. 
Még mindketten tinédzserek. A lány szeretne leérettségizni, majd jogot tanulni. Richard viszont grafikai tervezői karriert céloz meg. Richard és Margaret 18 évesen házasodnak össze, miután a lány teherbe esik. Richard ezután biztosítási ügynökként vállal munkát, de továbbra is a szüleivel élnek. Margaret kényelmetlenül érzi magát egy olyan házban, amely nem az övé, ami a házasságban lappangó problémákhoz vezet.
Amikor Youngék 2015-ben eladják a házat, egy fekete család, Devon és Helen Harris költözik be fiukkal, Justinnal. Az egymillió dolláros árat „alkunak” tartották. 
Ezekben az időkben fontos, hogy Devon és Helen felvilágosítást adjon Justinnak arról, milyen különleges veszélyek leselkednek a feketékre az országukban. Elmagyarázzák neki, hogyan kell viselkednie, ha valaha is megállítja a rendőrség.

## Szereplők
| Szerep                                   | Színész          | Magyar hang    |
| ---------------------------------------- | ---------------- | -------------- |
| Richard Young                            | Tom Hanks        | Kőszegi Ákos   |
| Margaret Young, Richard felesége         | Robin Wright     | Spilák Klára   |
| Al Young, Rose férje és Richard apja     | Paul Bettany     | Czvetkó Sándor |
| Rose Young, Al felesége és Richard anyja | Kelly Reilly     | Németh Kriszta |
| Elizabeth Young                          | Lauren McQueen   |                |
| Elizabeth tinédzserként                  | Beau Gadsdon     |                |
| Jimmy Young                              | Harry Marcus     |                |
| Vanessa Young, Richard és Margaret lánya | Zsa Zsa Zemeckis |                |
| Pauline Harter                           | Michelle Dockery |                |
| John Harter, Pauline férje               | Gwilym Lee       | Fekete Zoltán  |
| Lee Beekman, feltaláló                   | David Fynn       |                |
| Stella Beekman, pin-up modell            | Ophelia Lovibond |                |
| Devon Harris                             | Nicholas Pinnock |                |
| Earl Higgins                             | Jonathan Aris    | Czető Roland   |

### Magyar változat
- Magyar szöveg: Vándor Lina Kata
- Felvevő hangmérnök: Darvas Bence
- Hangmérnök és vágó: Hegyessy Ákos
- Gyártásvezető: Mészáros Szilvia
- Szinkronrendező: Tarján Péter
- Produkciós vezető: Legény Judit

A szinkront a Laborfilm szinkronstúdió készítette el.

## A film készítése
Az Itt című filmadaptációt Richard McGuire Here című képregénye alapján 2022 februárjában jelentették be. A produkcióban a Playtone és az ImageMovers vett részt, a forgatókönyvet Eric Roth írta, a rendezést Robert Zemeckis vállalta, míg a főszerepre Tom Hankset választották ki. A befektetők megnyerésére a film jogait aukcióra bocsátották, amelyet a CAA (Hanks, Playtone és Roth képviseletében) és a WME (Zemeckis és az ImageMovers képviseletében) közösen bonyolított le. Azonban minden stúdió visszautasította a projektet a csomagajánlat szakaszában, mivel túl kockázatosnak és nehezen befogadhatónak ítélték meg a széles közönség számára.
2022 májusában a Miramax csatlakozott a film finanszírozásához és nemzetközi értékesítési ügynökként is szerepet vállalt. A Sony Pictures szerezte meg az Egyesült Államokra vonatkozó forgalmazási jogokat, miután a Miramax társtulajdonosa, a Paramount Pictures nem vállalta a globális terjesztést. Robin Wright még azelőtt csatlakozott a szereplőgárdához, hogy az invesztorokat bejelentették volna. Szeptemberben Paul Bettany és Kelly Reilly is leszerződtek, őket követte Leslie Zemeckis 2023 februárjában, valamint Michelle Dockery és Gwilym Lee áprilisban. A film egyesíti újra a Forrest Gump óta először Tom Hanks-et és Robin Wrightot, valamint az alkotói csapatot: Robert Zemeckis rendezőt, Eric Roth forgatókönyvírót, Don Burgess operatőrt és Alan Silvestri zeneszerzőt.
A forgatás 2023 januárjában kezdődött a Pinewood Studiosban.[24] A produkció során egy új generatív mesterséges intelligencia technológiát, a Metaphysic Live-ot használták, amely valós időben képes arc-cserére és a színészek fiatalítására a jelenetek előadása közben. Ez a megközelítés lehetővé tette, hogy ne legyen szükség utólagos vizuális effektekre ezekhez az eljárásokhoz, így a valós idejű teljesítmények megőrzésével még hitelesebb végeredményt érjenek el.